# کونگوت پایین
کونگوت پایین (به لاتین: Aşağı Küngüt) یک منطقه مسکونی در جمهوری آذربایجان است که در شهرستان شکی واقع شده است. این روستا ۱۲۹۸ نفر جمعیت دارد.